# Diego Cuesta Silva
Diego Cuesta Silva (Buenos Aires, 20 gennaio 1963) è un ex rugbista a 15 argentino, presente in tre edizioni della Coppa del Mondo di rugby dal 1987 al 1995.

## Biografia
Cresciuto nel Bella Vista, nel quale fece le giovanili, ebbe un breve periodo anche al La Salle, durante il quale esordì in Nazionale, con la quale vinse il campionato sudamericano 1983; dal 1985 al San Isidro Club, mente era ancora uno studente di medicina, vinse il primo dei suoi sei titoli di campione URBA un anno più tardi.
Prese parte a tre Coppe del Mondo consecutive: nel 1987 in Australia e Nuova Zelanda, nel 1991 in Inghilterra e nel 1995 in Sudafrica, disputandovi in totale 8 incontri; vinse, ancora, sei campionati sudamericani, l'ultimo nel 1995, anno del suo ultimo incontro internazionale, a Buenos Aires contro la Francia nel corso della Coppa Latina.
Nel 1998 cessò definitivamente l'attività agonistica per dedicarsi a tempo pieno a quella di medico cardiologo.
Opera presso l'Istituto di malattie cardiovascolari di Bella Vista (provincia di Buenos Aires), e lavora in un gruppo internazionale di studio sull'ipertensione.

## Palmarès
- Campionati sudamericani: 6
Argentina: 1983, 1985, 1987, 1991, 1993, 1995.
- Campionati URBA: 6
1986, 1987, 1988, 1993, 1994, 1997.
- Nacional de Clubes: 2
1993, 1994.